# 김규남 (축구 선수)
김규남(1992년 11월 26일 ~ )은 대한민국의 전직 축구 선수이다. 포지션은 미드필더이다.